# Borgou
9°21′00″N 2°37′00″Ø / 9.35°N 2.616667°Ø
Borgou er et departement i Benin. Det ligger centralt i den østlige del af  landet og grænser til departementene Alibori, Atakora, Collines og Donga. Borgou grænser også til Nigeria mod øst.

## Administrativ inddeling
Borgou er inddelt i otte kommuner. 
1. Bembèrèkè
2. Kalalé
3. N’Dali
4. Nikki
5. Parakou
6. Pèrèrè
7. Sinendé
8. Tchaourou